# Zyon Pullin
Zyon Pullin, né le  3 mars 2001 à Pleasant Hill en Californie, est un joueur américain de basket-ball évoluant au poste de meneur et mesurant 1,92 m.

## Biographie

### Carrière professionnelle
En janvier 2025, il signe un contrat two-way avec les Grizzlies de Memphis.

## Palmarès et distinctions personnelles

### Universitaires
- First-team All-SEC (2024)
- First-team All-Big West (2023)
- Second-team All-Big West (2022)